# Nijel Amos
Nijel Carlos Amilfitano Amos (ur. 15 marca 1994 w Marobeli) – botswański lekkoatleta specjalizujący się w biegu na 800 metrów, wicemistrz olimpijski z Londynu.
Sezon 2011 rozpoczął od zdobycia brązowego medalu mistrzostw Afryki juniorów. W dalszej części sezonu był finalistą mistrzostw świata juniorów młodszych oraz zdobył we wrześniu brązowy medal igrzysk Wspólnoty Narodów kadetów. Mistrz świata juniorów z 2012. Srebrny medalista igrzysk olimpijskich z Londynu. Jest zdobywcą pierwszego olimpijskiego medalu dla Botswany. Z powodu kontuzji nie wziął udziału w mistrzostwach świata w Moskwie (2013). W 2014 zdobył złoty medal igrzysk Wspólnoty Narodów w Glasgow oraz mistrzostw Afryki w Marrakeszu. Mistrz igrzysk afrykańskich z Brazzaville (2015) oraz złoty medalista mistrzostw Afryki z Durbanu (2016). W 2017 został piątym zawodnikiem globu w biegu na 800 metrów na mistrzostwach świata w Londynie.
Okazjonalnie występuje także w biegu rozstawnym 4 × 400 metrów.
Rekord życiowy: 1:41,73 (9 sierpnia 2012, Londyn), rezultat ten jest aktualnym rekordem Botswany, rekordem świata juniorów oraz szóstym rezultatem w historii światowej lekkoatletyki.
W lipcu 2022 Nijel Amos został tymczasowo zawieszony za stosowanie dopingu, na kilka dni przed otwarciem Mistrzostw Świata w Eugene w Stanach Zjednoczonych. Nijel Amos uzyskał pozytywny wynik testu na modulator metaboliczny.

## Osiągnięcia
| Rok  | Impreza                               | Miejsce        | Pozycja    | Wynik   |
| ---- | ------------------------------------- | -------------- | ---------- | ------- |
| 2011 | Mistrzostwa Afryki juniorów           | Gaborone       | 3. miejsce | 1:47,38 |
| 2011 | Mistrzostwa świata juniorów młodszych | Lille          | 5. miejsce | 1:47,28 |
| 2011 | Igrzyska Wspólnoty Narodów młodzieży  | Douglas        | 3. miejsce | 1:51,07 |
| 2012 | Mistrzostwa świata juniorów           | Barcelona      | 1. miejsce | 1:43,79 |
| 2012 | Igrzyska olimpijskie                  | Londyn         | 2. miejsce | 1:41,73 |
| 2013 | Uniwersjada                           | Kazań          | 1. miejsce | 1:46,53 |
| 2014 | Igrzyska Wspólnoty Narodów            | Glasgow        | 1. miejsce | 1:45,18 |
| 2014 | Mistrzostwa Afryki                    | Marrakesz      | 1. miejsce | 1:48,54 |
| 2014 | Puchar interkontynentalny             | Marrakesz      | 1. miejsce | 1:44,88 |
| 2015 | Mistrzostwa świata                    | Pekin          | półfinał   | 1:47,96 |
| 2015 | Igrzyska afrykańskie                  | Brazzaville    | 1. miejsce | 1:50,45 |
| 2016 | Mistrzostwa Afryki                    | Durban         | 1. miejsce | 1:45,11 |
| 2016 | Igrzyska olimpijskie                  | Rio de Janeiro | eliminacje | 1:50,46 |
| 2017 | Mistrzostwa świata                    | Londyn         | 5. miejsce | 1:45,83 |
| 2018 | Puchar interkontynentalny             | Ostrawa        | 3. miejsce | 1:46,77 |
| 2019 | Mistrzostwa świata                    | Doha           | eliminacje | DNS     |